# Тшебятовский, Влодзимеж
Влодзимеж Тшебятовский (1906—1982) — польский физик и химик.

## Биография
Работал в Львовском политехническом институте на кафедре физико-химии и в Львовском университете (зав. кафедрой неорганической химии). После 1945 года работал в университете Вроцлава (зав. кафедрой неорганической химии, декан математико-физико-химических факультетов Университета и Политехнического института). В 1963 году организовал Институт неорганической химии и металлургии, редких элементов (директор до 1968 г). В 1967 году создал во Вроцлаве Институт низких температур и структурных исследований ПАН (директор до 1974 г.).

## Научная деятельность
Основная область исследований — технология цветных и редких металлов, физика низких температур, магнетохимия. Исследовал магнитные свойства актиноидов и неорганических соединений на их основе. Исследовал кинетические свойства таких соединений и для некоторых из них был обнаружен переход металл — полупроводник.
Обнаружил ферромагнетизм гидрида урана. Изучал механизм образования и свойства систем, полученных при воздействии высоких давлений на порошки металлов. Известен как выдающийся педагог: создал во Вроцлаве научную школу физикохимии твердого тела. Президент Польской академии наук в 1971—1977 гг. Иностранный член АН СССР c 01.06.1976 г. — Отделение физикохимии и технологии неорганических материалов (химия).